# Baston Labaffe no 5 : La Ballade des baffes
Pour les articles homonymes, voir Baston.
Baston Labaffe no 5 : La Ballade des baffes est un album de bande dessinée parodiant la série Gaston, paru en 1983 aux éditions SEDLI-Jacky Goupil.

## Contenu
L'album porte le numéro 5 mais, comme précisé dans l'album, « Il n'y a pas, il n'y aura jamais d'albums Baston nos 1, 2, 3, 4 et 6 !!! ». Il s'agit d'un hommage à la légende du numéro 5 de Gaston.
Il a été tiré une édition de luxe toilée et numérotée de 1 à 1 000, réservée aux membres du Club des Mille Sabords. Une réédition chez Vents d'Ouest est sortie en 1988.
L'album comprend en guise de préface une fausse lettre d’André Franquin exprimant son refus d'écrire une préface, écrite en réalité par Yvan Delporte.

## Les auteurs
| - Armand - Edmond Baudoin ( France) - Philippe Bercovici (France) - Berthet - Carali (France) - Stéphane Colman ( Belgique) - Didier Conrad (France) - Cosey ( Suisse) - Coucho (France) - Dany (Belgique) - Deliège (Belgique) - Yvan Delporte (Belgique) - Jean-Claude Denis (France) - Derib (Suisse) - Dodier (France) - Édika (France et Égypte) - Jacques Ferrandez (France) - André Geerts (Belgique) - Daniel Goossens (France) - Laurence Harlé (France) | - Hermann (Belgique) - Frédéric Jannin (Belgique) - Janry (Belgique) - Krebs - Malo Louarn (France) - Lucques - Raymond Macherot (Belgique) - Mako - Frank Margerin (France) - Michel Pichon (France) - Jean-Marc Reiser (France) - Charlie Schlingo (France) - Jean Solé (France) - Tome (Belgique) - Ucciani - Volny - François Walthéry (Belgique) - Marc Wasterlain (Belgique) - Yann (France) - Yslaire (Belgique) |